# Ranunculus subglaucescens
Ranunculus subglaucescens är en ranunkelväxtart som först beskrevs av Johann Axel Nannfeld, och fick sitt nu gällande namn av S. Ericsson. Ranunculus subglaucescens ingår i släktet ranunkler, och familjen ranunkelväxter. Inga underarter finns listade i Catalogue of Life.